# Свети преподобни Павле Покорни
Свети преподобни Павле Покорни је хришћански монах и светитељ.
Православна црква помиње светог преподобног Павла Покорног 7. (20.) децембра.
Време живота светог Павла је непознато. Потекао је из имућне хришћанске породице. Одмалена родитељи су га учили Светом Писму. По пунолетству одлази у манастир где се замонашио. Као монах је добио име „Послушни“ због карактеристичног дубоког смирења и потпуног одрицања од сопствене воље. Једног дана руком  је измешао кипућу смолу, а да није задобио ни најмању опекотину. Неки од братије су га третирали као богоносног подвижника, а неки су почели да га прихватају са неповерењем. Монасима је у посебном виђењу показано да је њихов брат прави подвижник. После овога блажени Павле је отишао у Јерусалим, па на Кипар. Тамо је водио усамљенички живот. Умро је на гори Паригори.